# Carabus favieri
Carabus favieri es una especie de insecto adéfago del género Carabus, familia Carabidae. Fue descrita científicamente por Fairmaire en 1859.
Habita en Marruecos.